# 총괄판무관부
총괄판무관부(독일어: Generalkommissariat 게네랄코미사리아트[*])는 제2차 세계대전 당시 나치 독일의 국가판무관부 산하의 중간급 민정기구다.
국가판무관부가 주(독일어: Stat, 영어: State)와 동격이라면 총괄판무관부는 주 산하의 도(독일어: Provinz, 영어: Province)와 동격이라고 할 수 있다. 다만 판무관부들이 주 및 도에 비해 면적이 훨씬 넓고 인구도 더 많았다. 총괄판무관부의 수장인 총괄판무관(독일어: Generalkommissar 게네랄코미사르[*])은 독일 본토의 도정부 원수인 상급통령, 나치당 도당책임자인 대관구지휘자와 대략 동격이었다. 총괄판무관들은 행정적으로 영토판무관들에게 딸렸다.

## 총괄판무관부 목록
동방 국가판무관부 소속
민스크 총괄판무관 빌헬름 쿠베 → 쿠르트 폰 고트베르크
레팔 총괄판무관 카를 지기스문트 리츠만
리가 총괄판무관 오토하인리히 드렉슬러
카우나스 총괄판무관 테오도르 아드리안 폰 렌텔른
우크라이나 국가판무관부 소속
타우리엔 총괄판무관 알프레트 에두아르트 프라우엔펠트
지토미르 총괄판무관 쿠르트 클렘
키예프 총괄판무관 헬무트 쿠이트츠라우 → 발데마르 마구니아
니콜라예프 총괄판무관 에발트 오페르만
볼히니아-포돌리아 총괄판무관 하인리히 쇠네
드네프로페트로프스크 총괄판무관 니콜라우스 젤츠너
카프카스 국가판무관부 소속 (계획만 하고 설치되지 않음)
그루지야 총괄판무관부 (소재지 트빌리시)
아제르바이잔 총괄판무관부 (소재지 바쿠)
쿠반 총괄판무관부 (소재지 크라스노다르)
테레크 총괄판무관부 (소재지 보로실로브그라드)
산악민족거주지 총괄판무관부 (소재지 오르트조니키트체)
아르메니아 총괄판무관부 (소재지 예레반)
칼미키야 총괄판무관부 (소재지 아스트라한)